# Фінал Кубка Іспанії з футболу 1968
Фінал Кубка Іспанії з футболу 1968 — футбольний матч, що відбувся 11 липня 1968 року. У ньому визначився 66-й переможець кубка Іспанії.

## Шлях до фіналу
| Барселона         | Барселона | Барселона                | Раунд       | Реал          | Реал      | Реал                     |
| ----------------- | --------- | ------------------------ | ----------- | ------------- | --------- | ------------------------ |
| Суперник          | Результат | Матчі                    |             | Суперник      | Результат | Матчі                    |
| Реал Хіхон        | 5–2       | 5–0 вдома; 0–2 на виїзді | 1/16 фіналу | Кальво Сотело | 3–0       | 2–0 вдома; 1–0 на виїзді |
| Реал Сосьєдад     | 8–1       | 2–0 на виїзді; 6–1 вдома | 1/8 фіналу  | Севілья       | 5–3       | 1–0 вдома; 4–3 на виїзді |
| Атлетік (Більбао) | 3–1       | 3–1 вдома; 0–0 на виїзді | 1/4 фіналу  | Реал Сарагоса | 4–3       | 2–3 на виїзді; 2–0 вдома |
| Атлетіко (Мадрид) | 3–2       | 0–1 на виїзді; 3–1 вдома | 1/2 фіналу  | Сельта        | 5–3       | 2–3 на виїзді; 3–0 вдома |

## Подробиці
| 11 липня 1968 |

| Барселона          | 1:0      | Реал Мадрид |
| ------------------ | -------- | ----------- |
| Сунсунегуй 6' (аг) | Протокол |             |

| Сантьяго Бернабеу, Мадрид Глядачів: 100 000 Арбітр: Антоніо Ріго |

|  |  |

| В                 |  | Сальвадор Садурні        |
| З                 |  | Еладіо Сільвестр         |
| З                 |  | Гальєго                  |
| З                 |  | Антоні Торрес            |
| ПЗ                |  | Хоакім Ріфе              |
| ПЗ                |  | Жозеп Фусте              |
| ПЗ                |  | Педро Сабальса           |
| Н                 |  | Карлес Решак             |
| Н                 |  | Хесус Марія Переда       |
| Н                 |  | Жоржі Алберту Мендоса    |
| Н                 |  | Хосе Антоніо Сальдуа (к) |
| Тренер:           |  |                          |
| Сальвадор Артігас |  |                          |

| В              |  | Антоніо Бетанкорт        |
| З              |  | Мануель Санчіс           |
| З              |  | Фернандо Сунсунегуй      |
| З              |  | Вісенте М'єра (к)        |
| ПЗ             |  | Ігнасіо Соко             |
| ПЗ             |  | Піррі                    |
| Н              |  | Мігель Перес             |
| Н              |  | Рамон Гроссо             |
| Н              |  | Амансіо Амаро            |
| Н              |  | Хосе Луїс Лопес Пейналдо |
| Н              |  | Фернандо Серена          |
| Тренер:        |  |                          |
| Мігель Муньйос |  |                          |